# Cascade River (Oberer See, Ontario)
Der Cascade River ist ein Zufluss des Oberen Sees im Thunder Bay District der kanadischen Provinz Ontario.
Der Cascade River verläuft vollständig innerhalb des am Nordufer des Oberen Sees gelegenen Pukaskwa-Nationalparks. Er entspringt im zentralen Teil des Nationalparks. Er fließt anfangs nach Süden, biegt dann scharf nach Osten ab, macht eine weitere starke Richtungsänderung und fließt danach in überwiegend südwestlicher Richtung bis zu seiner Mündung in den Oberen See. Der Cascade River hat eine Länge von 45 km. Unmittelbar vor der Mündung überwindet er die Cascade Falls, ein beliebtes Ziel für Kajakfahrer, die entlang der Küste paddeln.